# Infanterie-kampement (Tarakan)
Het Infanterie-kampement op Tarakan, was tijdens de Japanse bezetting van Nederlands-Indië in de periode van 12 januari  1942 tot 12 oktober 1942 een interneringskamp. 
Tarakan is een klein eiland van ongeveer 20 km lang en ligt voor de oostkust van Borneo. Op dit eiland lagen een vliegveld en 2 KNIL-kampementen, te weten het Infanterie-kampement en het Artillerie-kampement. Beide kampen lagen aan de westrand van de hoofdplaats Tarakan. Ten zuid-westen van Tarakan lag de havenplaats Lingkas;  voor de kust lagen hier de bekende oliebronnen van Tarakan.
Op 12 januari 1942 werden alle militairen tegen 12.00 uur in de middag verzameld in hun kazernes. Ze werden tegen de avond in het infanteriekampement geconcentreerd. In het kampement werden in eerste instantie ongeveer 1.250 krijgsgevangenen ondergebracht. De manschappen in chambrees van 25 bij 4 meter en de officieren met zes tot negen man in kamertjes. Alle ramen werden dichtgespijkerd en men sliep op de vloer. 

## Japanse oorlogsmisdaad
Op 11 januari 1942 landden de Japanners op Tarakan. Dit vond met een grote overmacht plaats. Na een ongelijke en harde strijd moest de Nederlandse troepenmacht al op 12 januari 1942 capituleren. De artillerie kustbatterijen te Peningki-Karoengan konden echter niet worden bereikt. Dit kwam onder meer omdat de Japanners de telefoonlijnen hadden doorgesneden.
Zes Japanse mijnenvegers voeren de haven binnen ondanks de waarschuwing van de Japanse generaal Sakaguchi dat de batterij niet op de hoogte was van de capitulatie. De batterijcommandant nam de mijnenvegers vervolgens onder vuur. De voorste twee Japanse mijnenvegers (W-13 en W-14) werden tot zinken gebracht waardoor de andere vier mijnenvegers zich genoodzaakt zagen terug te trekken. Vervolgens werd de batterij steeds meer door de vijand ingesloten en werd besloten zich terug te trekken naar de Nederlandse hoofdmacht.
Aangekomen bij de Nederlandse hoofdmacht bleek deze zich al in gevangenschap te bevinden. De bevelvoerende Japanse commandant accepteerde wel dat de batterij het gevecht had voortgezet omdat de manschappen niets wisten van de capitulatie maar hij hield de militairen van de batterij apart van de andere krijgsgevangenen. Niet veel later werden deze krijgsgevangen opgeëist door een andere Japanse commandant.
De Japanners bleken woest over het tot zinken brengen van twee oorlogsschepen. Deze krijgsgevangenen, 215 man in totaal, werden op 18 januari 1942 aan boord gebracht van Japanse oorlogsschepen en op 19 januari 1942 vanaf het dek van die schepen vermoord. Dit gebeurde op de plaats waar de Japanse schepen door de batterij tot zinken waren gebracht.  
Een maand later werden de resterende krijgsgevangenen overgebracht naar het Artilleriekampement.